# Kostel Nejsvětější Trojice (Janov)
Kostel Nejsvětější Trojice v obci Janov (okres Bruntál) je farní kostel postavený v letech 1790–1792 a je kulturní památka České republiky.

## Historie
První písemná zmínka o obci Janov pochází z roku 1267. Kostel vystavěn v letech 1780–1783 od stavitele M. Clementa, renovován v roce 1916.
Kostel patří pod Děkanát Krnov.

## Popis
Jednolodní barokní kostel s věží a sanktusníkem. Součástí kulturní památky je hřbitovní zeď z 19. století s deseti kaplemi, která pro havarijní stav byla zapsaná na Seznam ohrožených kulturních památek. Na její opravu a rekonstrukci Moravskoslezský kraj uvolnil v rámci Programu obnovy kulturních památek a památkově chráněných nemovitostí MSK na rok 2016 částku 170 000 Kč.

## Galerie

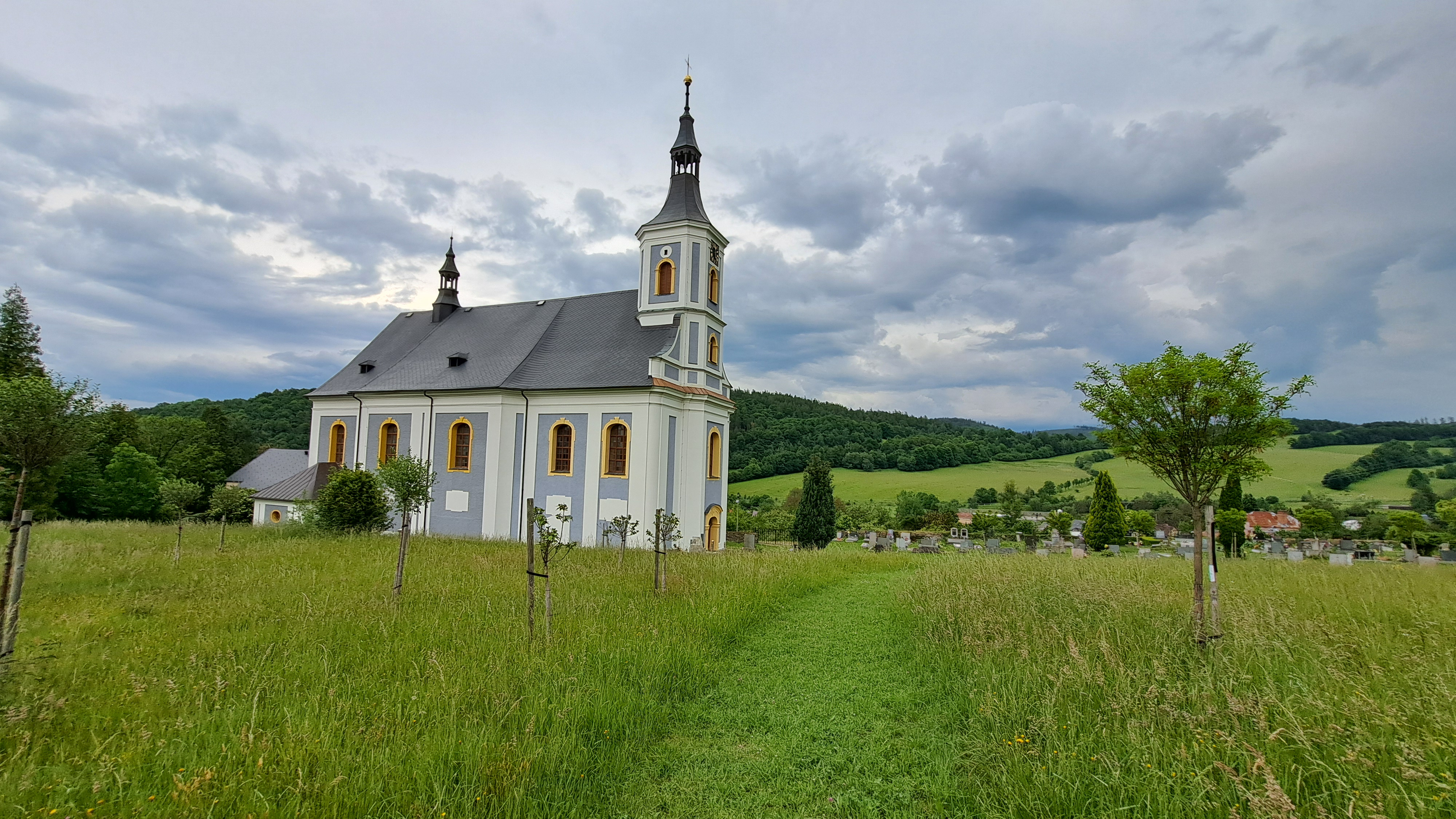
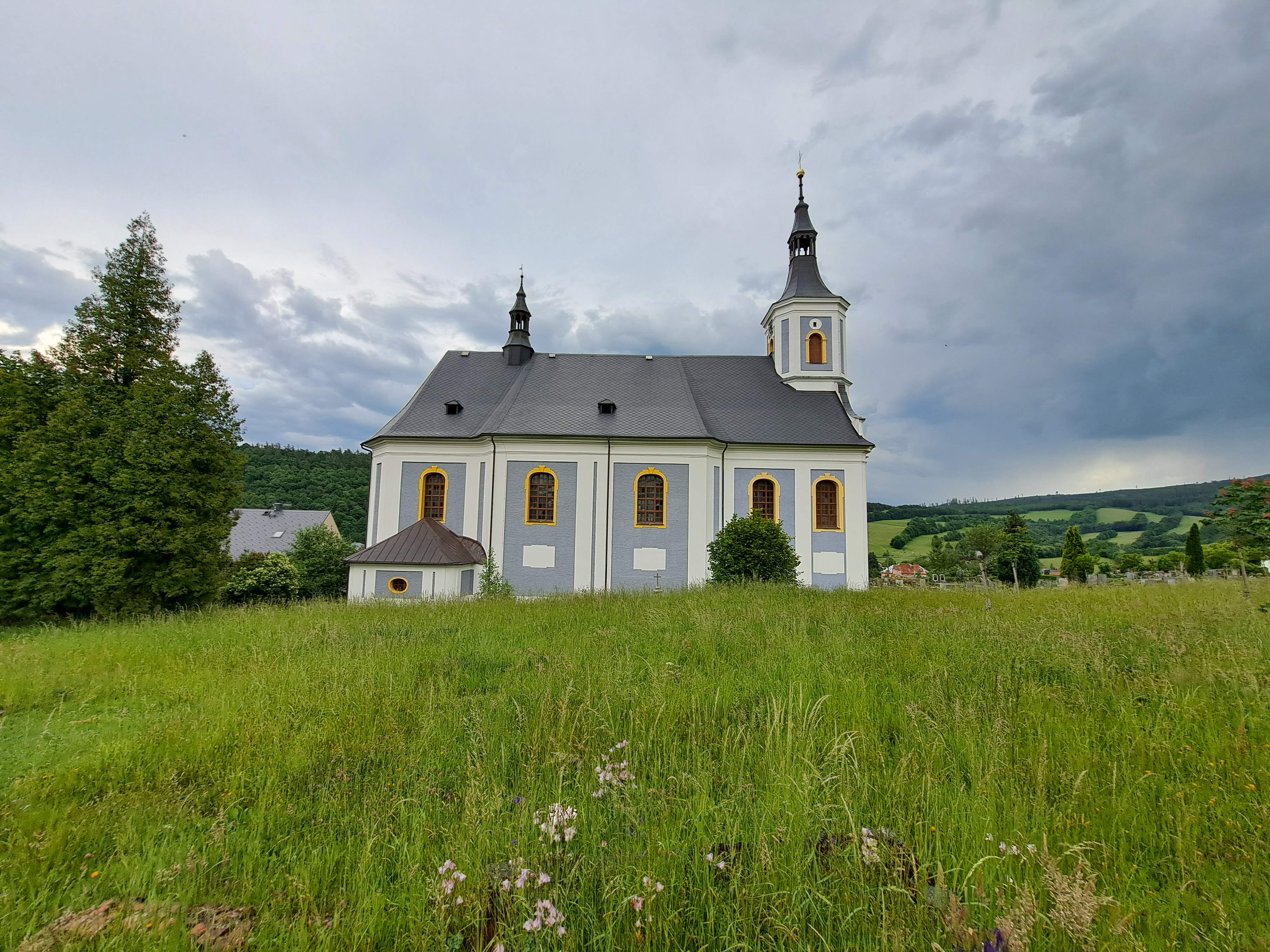
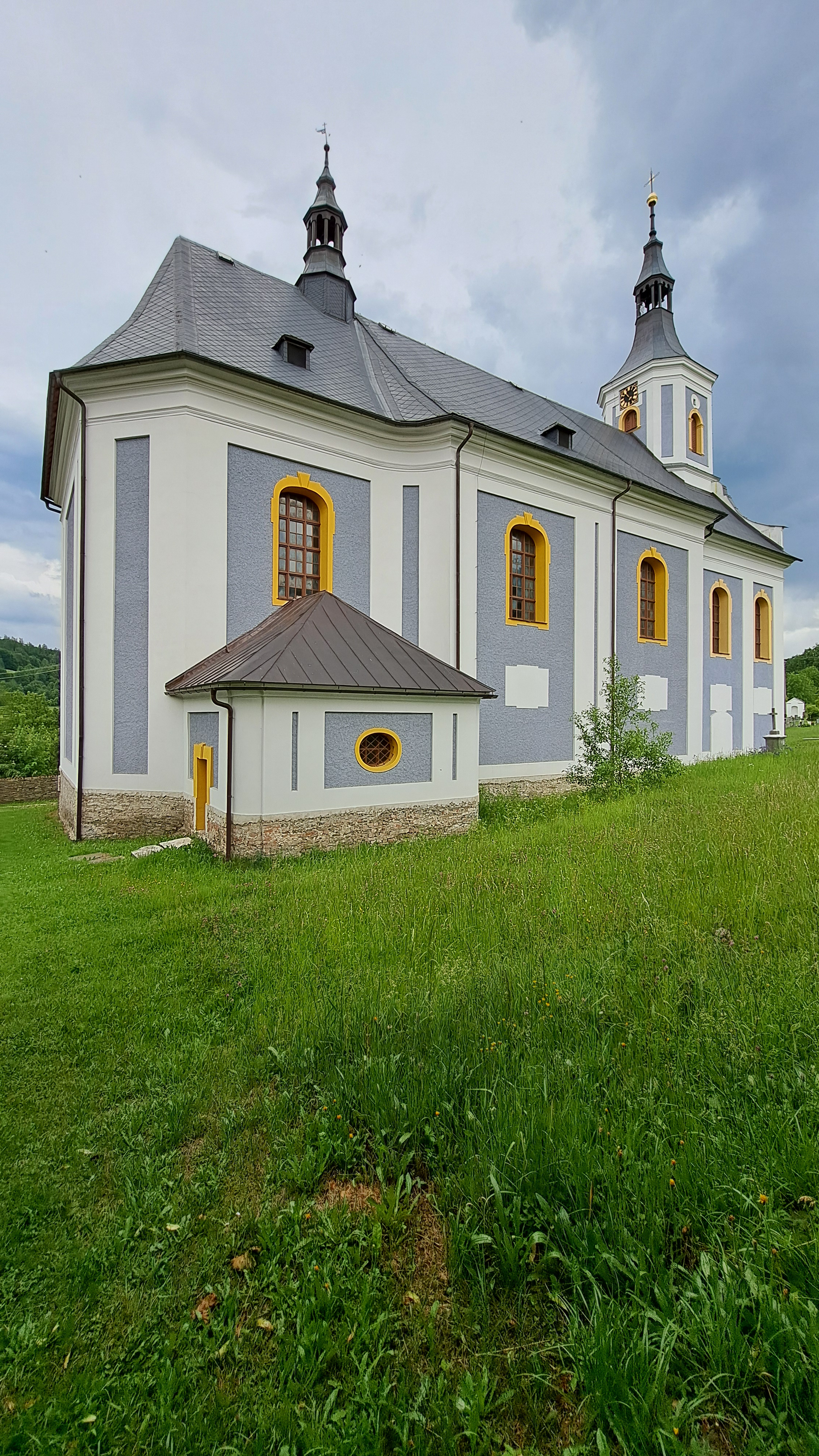
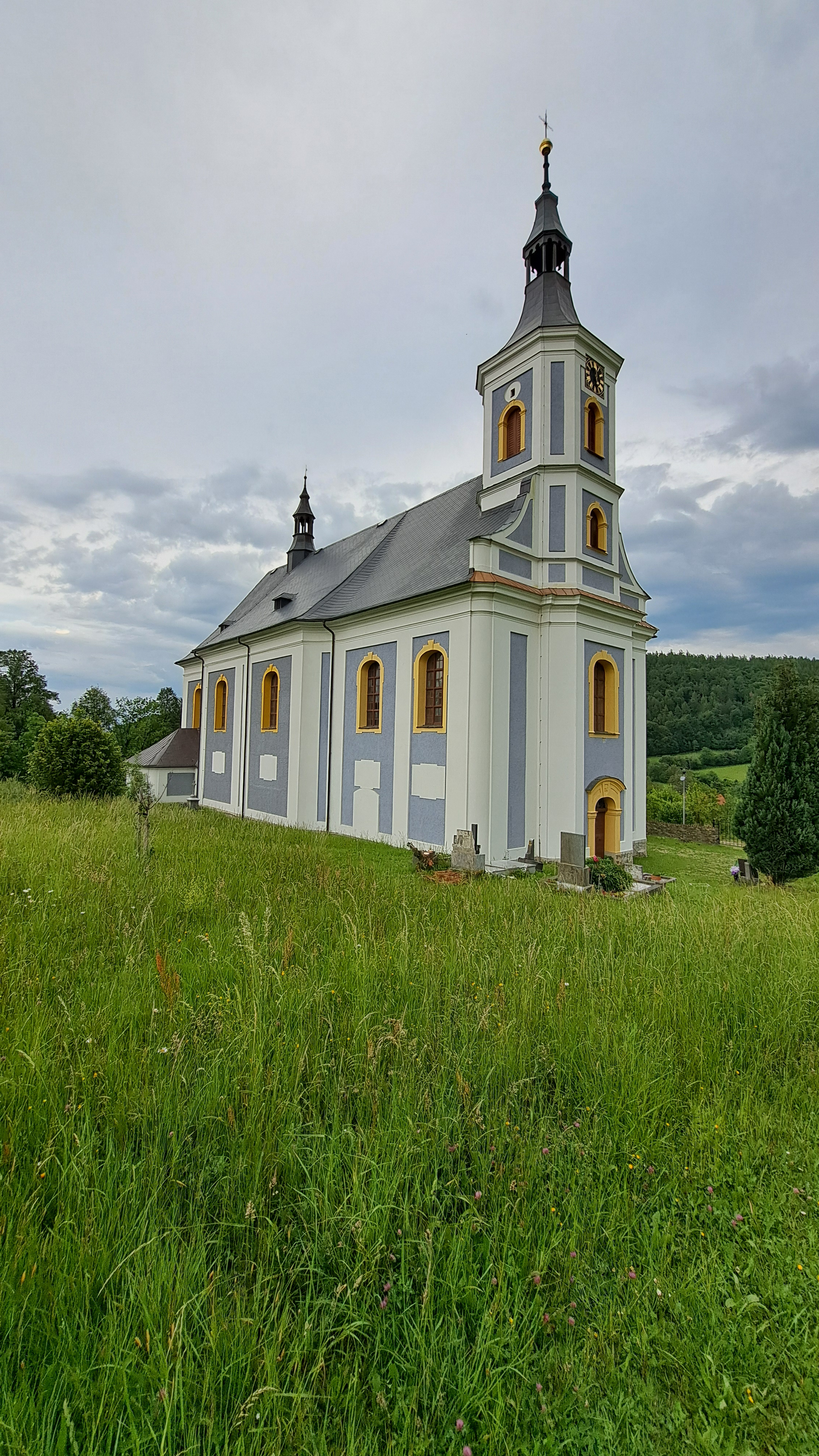
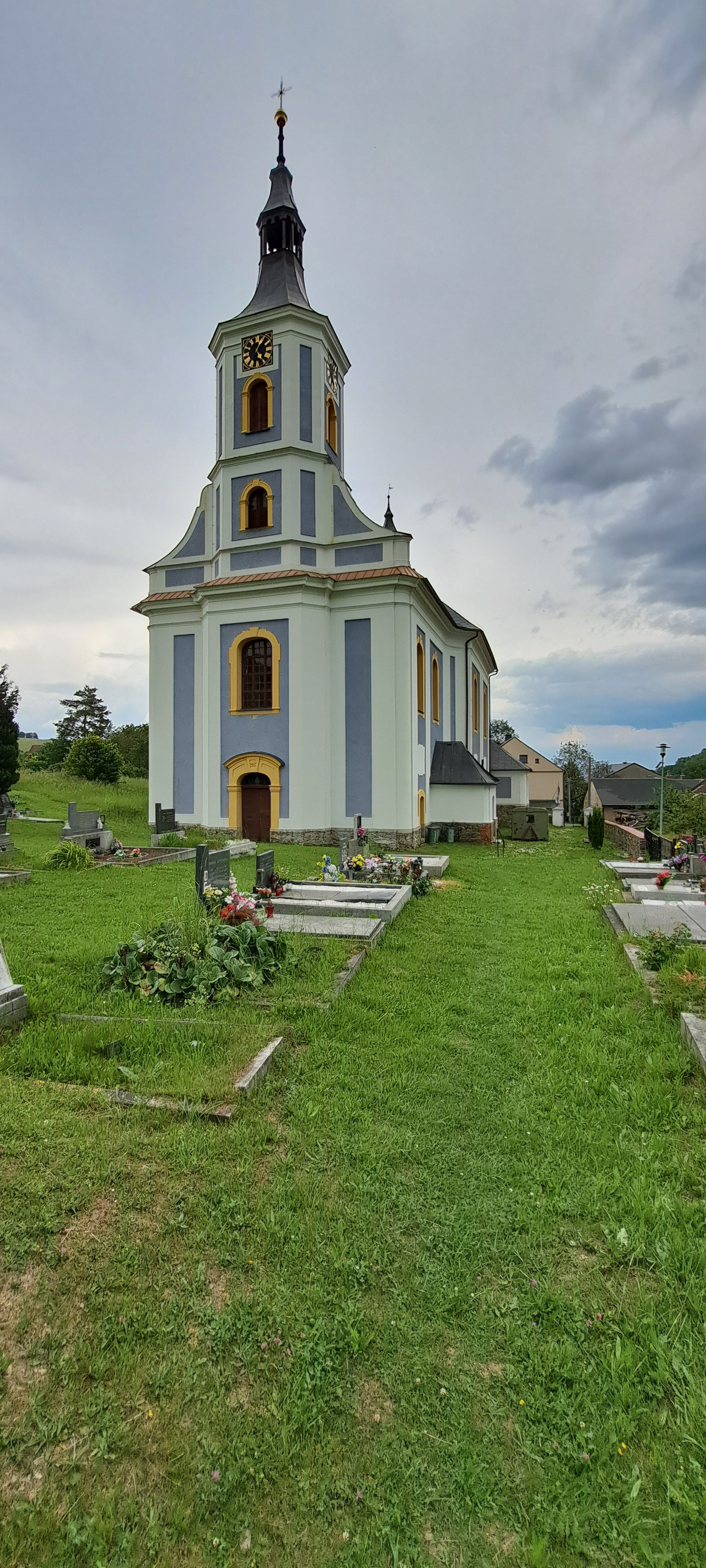
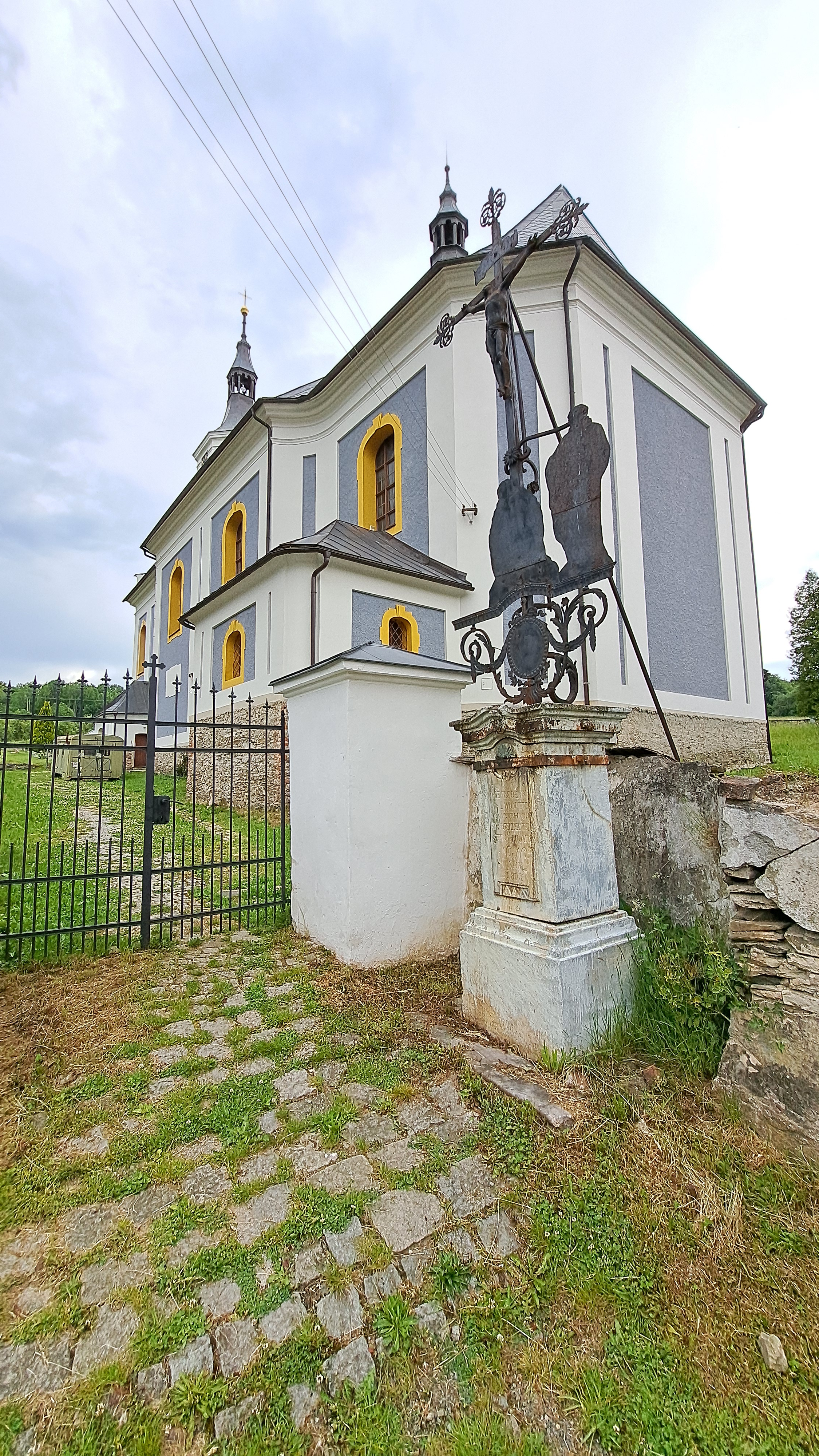